# Osteocyt
Osteocyt je základní buňkou zralé kosti. Na rozdíl od osteoblastu nevytváří mezibuněčnou hmotu kosti. Podílí se však na metabolismu: uvolňuje minerální látky z kosti, tudíž má důležitou funkci při regulaci vápníku v těle. Osteocyt se může v případě potřeby přeměnit na osteoblast nebo retikulární buňku. Je to vřetenovitá buňka s plochým tělem a početnými, kolmo vystupujícími výběžky, které se zanořují do kostní hmoty. Tělo je uloženo v dutině kosti.
Tyto buňky byly identifikovány například i ve fosiliích druhohorních dinosaurů (jako je Tyrannosaurus rex).